# Campionati europei di short track 2025
I Campionati europei di short track 2025 sono stati la 28ª edizione della competizione organizzata dall'International Skating Union; si sono svolti dal 17 al 19 gennaio 2025 presso l'impianto del ghiaccio Joynext Arena di Dresda, in Germania.

## Partecipanti
Hanno preso parte alle competizioni 149 pattinatori in rappresentanza di 25 nazioni.
- Austria (4)
- Belgio (6)
- Bosnia ed Erzegovina (1)
- Bulgaria (4)
- Croazia (4)
- Rep. Ceca (6)
- Francia (8)
- Germania (10)
- Gran Bretagna (5)

- Ungheria (12)
- Irlanda (1)
- Italia (17)
- Lettonia (6)
- Lituania (1)
- Paesi Bassi (20)
- Norvegia (8)
- Polonia (10)
- Romania (1)

- Serbia (1)
- Slovenia (1)
- Svizzera (3)
- Slovacchia (2)
- Svezia (1)
- Turchia (6)
- Ucraina (1)

## Podi

### Uomini
| Evento                          | Oro                                                                                        | Tempo    | Argento                                                                | Tempo    | Bronzo                                                      | Tempo    |
| 500 metri (dettagli)            | Jens van't Wout                                                                            | 40.642   | Pietro Sighel                                                          | 41.245   | Quentin Fercoq                                              | 41.310   |
| 1000 metri (dettagli)           | Pietro Sighel                                                                              | 1:23.788 | Jens van't Wout                                                        | 1:23.797 | Luca Spechenhauser                                          | 1:24.121 |
| 1500 metri (dettagli)           | Jens van't Wout                                                                            | 2:14.434 | Stijn Desmet Sven Roes                                                 | 2:14.492 | Non assegnato                                               |          |
| Staffetta 5000 metri (dettagli) | Italia Thomas Nadalini Lorenzo Previtali Pietro Sighel Luca Spechenhauser Mattia Antonioli | 6:47.181 | Polonia Łukasz Kuczyński Michał Niewiński Diané Sellier Neithan Thomas | 6:47.353 | Belgio Stijn Desmet Warre Noiron Ward Petre Warre van Damme | 6:48.712 |

### Donne
| Evento                          | Oro                                                                                 | Tempo    | Argento                                                                               | Tempo    | Bronzo                                                                       | Tempo    |
| 500 metri (dettagli)            | Petra Jászapáti                                                                     | 43.087   | Arianna Sighel                                                                        | 43.236   | Chiara Betti                                                                 | 43.345   |
| 1000 metri (dettagli)           | Arianna Fontana                                                                     | 1:32.567 | Petra Jászapáti                                                                       | 1:32.887 | Elisa Confortola                                                             | 1:42.652 |
| 1500 metri (dettagli)           | Xandra Velzeboer                                                                    | 2:38.364 | Gloria Ioriatti                                                                       | 2:38.451 | Elisa Confortola                                                             | 2:38.529 |
| Staffetta 3000 metri (dettagli) | Italia Chiara Betti Elisa Confortola Arianna Fontana Gloria Ioriatti Arianna Sighel | 4:11.703 | Ungheria Sára Bácskai Petra Jászapáti Zsófia Kónya Maja Somodi Rebeka Sziliczei-Német | 4:12.324 | Polonia Natalia Maliszewska Nikola Mazur Kamila Stormowska Gabriela Topolska | 4:17.021 |

### Misti
| Evento                          | Oro                                                                                                 | Tempo    | Argento                                                                                                | Tempo    | Bronzo | Tempo    |
| Staffetta 2000 metri (dettagli) | Francia Etienne Bastier Quentin Fercoq Aurélie Lévêque Cloé Ollivier Gwendoline Daudet Tawan Thomas | 2:40.460 | Paesi Bassi Teun Boer Zoë Deltrap Jens van 't Wout Michelle Velzeboer Sjinkie Knegt Diede van Oorschot | 2:48.607 | Polonia Natalia Maliszewska Michał Niewiński Diané Sellier Kamila Stormowska Łukasz Kuczyński Nikola Mazur | 2:54.651 |

## Medagliere
| Pos.   | Paese       | Oro | Argento | Bronzo | Totale |
| ------ | ----------- | --- | ------- | ------ | ------ |
| 1      | Italia      | 4   | 3       | 4      | 11     |
| 2      | Paesi Bassi | 3   | 3       | 0      | 6      |
| 3      | Ungheria    | 1   | 2       | 0      | 3      |
| 4      | Francia     | 1   | 0       | 1      | 2      |
| 5      | Polonia     | 0   | 1       | 2      | 3      |
| 6      | Belgio      | 0   | 1       | 1      | 2      |
| Totale | Totale      | 9   | 10      | 8      | 27     |